# Baddi Kôma
Baddi Kôma (auch: Presqu'île de diable, dt. „Halbinsel des Teufels“) ist eine Halbinsel im Nordwesten des Ghoubbet-el-Kharab. Auf ihr befinden sich zwei gut erhaltene Vulkankrater und zusammen mit Guinni Kôma ist sie Teil des Ardoukoba-Vulkangebietes, wo der Ostafrikanische Graben aufreißt.